# Kaltstart
Ein Kaltstart bezeichnet bei einem Verbrennungsmotor eine Betriebsaufnahme, ohne dass vorher Kühlwasser und/oder Öl vorgewärmt wurden und ohne dass vorher im Schmierölkreis Druck aufgebaut wurde beziehungsweise ohne ausreichende Ölreserven in den Lagerstellen. Im anderen Falle spricht man von Warmstart; in besonderen Fällen, wenn zum Beispiel der Motor nach Fahrten mit hoher Last abgestellt wurde, sogar von Heißstart.

## Motorbelastung
Ein Kaltstart belastet einen Verbrennungsmotor in besonderem Maße. Durch die schnelle, aber ungleichmäßige Erwärmung der einzelnen Komponenten kommt es zu erhöhtem Verschleiß. Gleitlager laufen trocken an. Bei Ottomotoren kondensiert ein Teil des Kraftstoffes im Ansaugtrakt oder im Zylinder, so dass vermehrt Kraftstoff zugeführt werden muss, der zu einer Ölverdünnung führen kann. Beim Dieselmotor ist abhängig von der Außentemperatur eine gesonderte Kaltstarteinrichtung nötig, die meist mit Glühkerzen ausgerüstet wird. Der Motor ist nach dem Kaltstart nicht voll belastbar, was während der Warmlaufphase berücksichtigt werden muss, um Schäden zu vermeiden. Ein möglichst rasches Erreichen der optimalen Betriebstemperatur durch motorische Maßnahmen, Zusatzheizungen oder angemessene Belastung des Motors minimiert Schadstoffausstoß, Verschleiß und spezifischen Verbrauch.
Die gezielte Belastung eines Motors kann z. B. durch sofortigen Fahrtbeginn bei Pkw/Nfz ohne lange Leerlaufphasen herbeigeführt werden. Sofortige Spitzenlasten sind im Sinne der gleichmäßigen Bauteildurchwärmung ebenso ungünstig wie längerer lastfreier Lauf mit geringer Effizienz und im Allgemeinen deutlich schlechteren Abgaswerten.
Kaltstarts verringern auch die Lebensdauer des Zahnriemens.

## Vorsichtsmaßnahmen
Motoren, die sofort mit Volllast (etwa Notstromaggregate und Rettungsfahrzeuge) laufen müssen, sollten deswegen vorgewärmt gehalten und gegebenenfalls mit einer elektrischen Schmierölpumpe ausgerüstet werden. Auch sind manche sogenannte schwere Stationäraggregate sowie manche Antriebe von Lokomotiven und Schiffen nicht für Kaltstarts ausgelegt und werden grundsätzlich vorgewärmt gestartet.
Bis zum Erreichen der Betriebstemperatur ist der Schadstoffausstoß eines Verbrennungsmotors besonders hoch. Ein Kaltlaufregler kann für eine vollständige Oxidation des Kraftstoffes durch zusätzliche Luftzufuhr sorgen. Bei Ottomotoren in Fahrzeugen mit geregeltem Katalysator kann zusätzlich bis zum Erwärmen des Katalysators auf Betriebstemperatur über eine Sekundärluftpumpe eine deutliche Verbesserung der Emissionen beim Kaltstart erreicht werden.